# Bopha!
Bopha! è un film drammatico del 1993 diretto da Morgan Freeman, con protagonisti Danny Glover e Malcolm McDowell. Il film segna l'esordio alla regia per Freeman.